# Apatura furukawai
Apatura furukawai är en fjärilsart som beskrevs av Matsumura 1931. Apatura furukawai ingår i släktet Apatura och familjen praktfjärilar. Inga underarter finns listade i Catalogue of Life.